# Бумажная улица (Санкт-Петербург)
Бума́жная улица — улица в Адмиралтейском районе Санкт-Петербурга. Проходит от Нарвского проспекта до набережной Обводного канала.

## История названия
Название Бумажная улица дано 9 июня 1900 года по находившейся поблизости (Лифляндская улица, 3) фабрике Экспедиции заготовления Государственных бумаг (Чернореченской бумагопрядильной мануфактуре Леопольда Егоровича Кенига).

## История
Улица возникла во второй половине XIX века. До 1949 года проходила от Нарвского проспекта до Бумажного канала.

## Городские объекты
- средняя школа № 287 (дом 5).
- строящееся здание Октябрьского районного суда (дом 6—8)[2].
- гостиница «Юность» (дом 7).
- стационар центра по профилактике и борьбе со СПИДом и инфекционными заболеваниями (дом 12).
- Государственный научно-исследовательский институт Химаналит (дом 17).